# Jaruplund Å
Jaruplund Å (på tysk Jarplunder Au) er et vandløb ved Jaruplund sydvest for Flensborg. Den omtrent 2 km. lange å har sit udspring ved Jaruplund Mose, hvorfra den løber mod nord mod Flensborg. Tæt på bygrænsen løber Jaruplund å og Pælevad Å sammen og danner Skærbækken, som munder i Flensborg Havn. 